# Kot Crawford
Kot Crawford (ang. Crawford’s Corner, 2003–2005) – amerykański serial animowany, który emitowany jest w Polsce na kanale TVN Style.

## Opis fabuły
Serial opisuje przygody zielonego kota Crawforda, który udziela nam prostych rad. Uczy dobrych manier, jak umyć ręce czy założyć płaszcz. 

## Bohaterowie
- Crawford

- Harrieta

- Narrator

## Wersja polska
Wersja polska: na zlecenie TIM Film Studio – DUBBFILM STUDIO

Dialogi: Kamila Klimas-Przybysz

Udział wzięli:
- Waldemar Barwiński – Crawford
- Paweł Szczesny – Narrator
- Katarzyna Łaska – Harrieta (odc. 5-7, 9-11, 13)
- Grzegorz Drojewski – Milo (odc. 6, 9, 11)

Lektor: Andrzej Leszczyński

## Spis odcinków
| Premiera odcinka | N/o | Polski tytuł             | Angielski tytuł                     |
| ---------------- | --- | ------------------------ | ----------------------------------- |
|                  |     |                          |                                     |
| SERIA PIERWSZA   |     |                          |                                     |
|                  |     |                          |                                     |
| 01.06.2009       | 01  | Mycie rąk                | Crawford Washes His Hands           |
|                  |     |                          |                                     |
| 02.06.2009       | 02  | Mycie zębów              | Crawford Brushes His Teeth          |
|                  |     |                          |                                     |
| 03.06.2009       | 03  | Sprzątanie               | Crawford Puts His Toys Away         |
|                  |     |                          |                                     |
| 04.06.2009       | 04  | Gimnastyka               | Crawford Does His Exercises         |
|                  |     |                          |                                     |
| 05.06.2009       | 05  | Przeziębiony Crawford    | Crawford Is A "Sneezer Pleaser"     |
|                  |     |                          |                                     |
| 06.06.2009       | 06  | Wszyscy się bawią        | Crawford Lets Everyone Play         |
|                  |     |                          |                                     |
| 07.06.2009       | 07  | Wszyscy pracują          | Crawford And Harriet Work Together  |
|                  |     |                          |                                     |
| 08.06.2009       | 08  | Dobre maniery przy stole | Crawford’s Good Table Manners       |
|                  |     |                          |                                     |
| 09.06.2009       | 09  | Ciepłe ubranie           | Crawford Puts On His Coat           |
|                  |     |                          |                                     |
| 10.06.2009       | 10  | Skosztuj kąsek           | Crawford’s "Try A Bite" Club        |
|                  |     |                          |                                     |
| 11.06.2009       | 11  | Proszę i dziękuję        | Crawford’s "Please And Thank-You"   |
|                  |     |                          |                                     |
| 12.06.2009       | 12  | Dobranoc                 | Crawford Is A "Good Nighter"        |
|                  |     |                          |                                     |
| 13.06.2009       | 13  | Ćwiczenie czyni mistrza  | Crawford’s "Practice Makes Perfect" |
|                  |     |                          |                                     |